# Internationale Formel Master
Die Internationale Formel Master, auch Formel Super 2000, war eine in Europa ausgetragene Nachwuchs-Rennserie mit Monoposto-Fahrzeugen. Die Serie wurde als Konkurrenz zur Formel 3 ins Leben gerufen und galt als Nachwuchsserie für die GP2-Serie. Mit der Serie ADAC Formel Masters bestand außer der Namensähnlichkeit keine Übereinstimmung. 
Das erste Rennen fand am 19. Mai 2007 in Valencia statt. Letzter Meister in der Saison 2009 wurde der Schweizer Fabio Leimer. Trotz großer Zukunftspläne wurde die Serie vor dem Start der Internationalen Formel-Master-Saison 2010 eingestellt.

## Entstehung
Die Serie wurde von N.Technology gegründet, einem früheren Werksteam von Alfa Romeo. Der Fernsehsender Eurosport unterstützte die Serie. Sie wurde im Vorprogramm der europäischen Rennen der Tourenwagen-Weltmeisterschaft ausgetragen.

## Rennstrecken
Die Rennserie bestand aus acht Rennwochenenden, an denen jeweils zwei Rennen ausgetragen werden. Die Rennstrecken liegen jeweils in einem anderen europäischen Land. 2009 sah der Rennkalender folgendermaßen aus: 16.–17.05. Pau (Frankreich), 30.–31.05. Valencia (Spanien), 20.–21.06. Brno (Tschechien), 18.–19.07. Brands Hatch (GB), 25.–26.07 Hungaroring (Ungarn), 29. – 30.08. Spa (Belgien), 05.–06.09 Oschersleben (Deutschland), 19.–20.09. Imola (Italien).

## Regularien
In der Internationalen Formel Master fuhren alle Teams mit dem gleichen Auto – dem Formel 2000 von Tatuus. Chassis und Karosserie waren aus Kohlenstofffaser gefertigt. Die Motoren stammten von Honda und verfügten bei 2000 cm³ Hubraum über 250 PS. Die Bremsen wurden von Brembo geliefert und die Reifen von Yokohama. Die Elektronik stammte von Magneti Marelli. Die Sicherheitsstandards entsprachen den Regularien der FIA für die Formel 3 von 2008.
Jedes Rennwochenende begann am Freitag mit zwei 45-minütigen Trainings und einer 30-minütigen Qualifikation, mit der die Startaufstellung des ersten Rennens ermittelt wird. Dieses wurde am Samstag ausgetragen und ging über etwa 75 km. Das am Sonntag gefahrene zweite Rennen hatte eine Distanz von rund 100 km. Die Startaufstellung dieses Rennens ergab sich aus dem Ergebnis des ersten Rennens, wobei die ersten Acht in umgekehrter Reihenfolge starten.
In beiden Rennen erhielten die acht besten Fahrer Punkte. Die Teams erhalten nur für ihre zwei besten Autos Punkte.
| Internationale Formel Master Punktesystem | Internationale Formel Master Punktesystem | Internationale Formel Master Punktesystem | Internationale Formel Master Punktesystem | Internationale Formel Master Punktesystem | Internationale Formel Master Punktesystem | Internationale Formel Master Punktesystem | Internationale Formel Master Punktesystem |
| 1.                                        | 2.                                        | 3.                                        | 4.                                        | 5.                                        | 6.                                        | 7.                                        | 8.                                        |
| ----------------------------------------- | ----------------------------------------- | ----------------------------------------- | ----------------------------------------- | ----------------------------------------- | ----------------------------------------- | ----------------------------------------- | ----------------------------------------- |
| 10                                        | 8                                         | 6                                         | 5                                         | 4                                         | 3                                         | 2                                         | 1                                         |

## Meister der Internationalen Formel Master
| Jahr | Sieger der Fahrerwertung | Sieger der Teamwertung |
| ---- | ------------------------ | ---------------------- |
| 2007 | Jérôme D’Ambrosio        | Cram Competition       |
| 2008 | Chris van der Drift      | JD Motorsport          |
| 2009 | Fabio Leimer             | JD Motorsport          |

## Fahrer
Die späteren Formel-1-Fahrer Witali Petrow (2007), Jérôme D’Ambrosio (2007), Esteban Gutiérrez (2008) und Alexander Rossi (2009) fuhren vorher in dieser Serie. Mit Rahel Frey (2007) war auch eine Dame am Start.